# 奇纳廖
奇纳廖（義大利語：Cinaglio），是意大利阿斯蒂省的一个市镇。总面积5.38平方公里，人口444人，人口密度82.5人/平方公里（2009年）。ISTAT代码为005039。